# Kongens retterting
Kongens retterting eller Kongens ting var den domstol, som under 1200-talet utbildades i Danmark och som under ordförandeskap av kungen (eller i dennes frånvaro av en biskop eller av en bland de höge hovämbetsmännen, drots, marsk och kansler) prövade mål från hela riket, i allmänhet dock först sedan de blivit förut handlagda vid by- (stads-), härads- eller landsting. Kongens ting hölls runtom i landet, ty ingen fick stämmas utanför sitt landskap, och bisittarna var andliga och världsliga män, vilka kände de särskilda landskapens lag och rätt. Stämningarna utfärdades och domarna uppsattes av kanslern. Från Kongens ting kunde målsägaren vädja till danehof. Efter riksrådets utbildning på 1400-talet föll rätten att vädja till danehof bort, och Kongens ting gled omkring 1500 över i den högsta dömande myndigheten, som utövades av kungen och riksrådet tillsammans.
Kongens retterting motsvarades i Sverige av räfsteting.